# Inferência causal
A inferência causal é o processo de determinar o efeito real e independente de um fenômeno particular que é um componente de um sistema maior. A principal diferença entre inferência causal e inferência de associação é que a inferência causal analisa a resposta de uma variável de efeito quando uma causa da variável de efeito é alterada. A ciência de por que as coisas ocorrem é chamada de etiologia. Diz-se que a inferência causal fornece a evidência da causalidade teorizada pelo raciocínio causal.
A inferência causal é amplamente estudada em todas as ciências. Várias inovações no desenvolvimento e implementação de metodologias destinadas a determinar a causalidade proliferaram nas últimas décadas. A inferência causal permanece especialmente difícil onde a experimentação é difícil ou impossível, o que é comum na maioria das ciências.

## Definição
Inferir a causa de algo tem sido descrito como:
- "raciocínio para a conclusão de que algo é, ou provavelmente é, a causa de outra coisa".[3]
- "Identificação da causa ou causas de um fenômeno, estabelecendo covariação de causa e efeito, uma relação temporal com a causa anterior ao efeito e a eliminação de causas alternativas plausíveis." [4]

## Metodologia

### Em geral
A inferência causal é conduzida através do estudo de sistemas onde a medida de uma variável é suspeita de afetar a medida de outra. A inferência causal é conduzida em relação ao método científico. O primeiro passo da inferência causal é formular uma hipótese nula falseável, que é posteriormente testada com métodos estatísticos. A inferência estatística frequencista é o uso de métodos estatísticos para determinar a probabilidade de que os dados ocorram sob a hipótese nula por acaso: a inferência bayesiana é usada para determinar o efeito de uma variável independente. A inferência estatística em geral é usada para determinar a diferença entre as variações nos dados originais que são variações aleatórias ou o efeito de um mecanismo causal bem especificado. Notavelmente, a correlação não implica causalidade, então o estudo da causalidade está tão preocupado com o estudo de mecanismos causais potenciais quanto com a variação entre os dados. Um padrão de inferência causal frequentemente procurado é um experimento onde o tratamento é atribuído aleatoriamente, mas todos os outros fatores de confusão são mantidos constantes. A maioria dos esforços em inferência causal está na tentativa de replicar condições experimentais.
Os estudos epidemiológicos empregam diferentes métodos epidemiológicos de coleta e medição de evidências de fatores de risco e efeito e diferentes formas de medir a associação entre os dois. Os resultados de uma revisão de métodos para inferência causal em 2020 descobriram que usar a literatura existente para programas de treinamento clínico pode ser desafiador. Isso ocorre porque os artigos publicados geralmente presumem uma base técnica avançada, podem ser escritos a partir de múltiplas perspectivas estatísticas, epidemiológicas, da ciência da computação ou filosóficas, as abordagens metodológicas continuam a se expandir rapidamente e muitos aspectos da inferência causal recebem cobertura limitada.
Estruturas comuns para inferência causal incluem o modelo de pizza causal (componente-causa), o modelo causal estrutural de Pearl, modelagem de equação estrutural e modelo causal de Rubin (resultado potencial), que são frequentemente usados em áreas como como ciências sociais e epidemiologia.

### Experimental
A verificação experimental de mecanismos causais é possível usando métodos experimentais. A principal motivação por trás de um experimento é manter constantes outras variáveis experimentais enquanto se manipula propositalmente a variável de interesse. Se o experimento produzir efeitos estatisticamente significativos como resultado da manipulação apenas da variável de tratamento, há motivos para acreditar que um efeito causal pode ser atribuído à variável de tratamento, supondo que outros padrões para o desenho experimental tenham sido atendidos.

## Abordagens em epidemiologia
A epidemiologia estuda padrões de saúde e doença em populações definidas de seres vivos para inferir causas e efeitos. Uma associação entre uma exposição a um suposto fator de risco e uma doença pode ser sugestiva, mas não é equivalente à causalidade, pois a correlação não implica causalidade. Historicamente, os postulados de Koch têm sido usados desde o século 19 para decidir se um microrganismo era a causa de uma doença. No século 20 os critérios de Bradford Hill, descritos em 1965, foram usados para avaliar a causalidade de variáveis fora da microbiologia, embora mesmo esses critérios não sejam formas exclusivas de determinar a causalidade.

## Abordagens em informática
A determinação de causa e efeito a partir de dados observacionais conjuntos para duas variáveis independentes do tempo, digamos X e Y, foi abordada usando assimetria entre evidências para algum modelo nas direções, X → Y e Y → X. As abordagens primárias são baseadas em algoritmos modelos de teoria da informação e modelos de ruído. 

### Modelos de ruído
Incorpore um termo de ruído independente no modelo para comparar as evidências das duas direções.
Aqui estão alguns dos modelos de ruído para a hipótese Y → X com o ruído E:
- Ruído aditivo:[9] {\displaystyle Y=F(X)+E}
- Ruído linear:[10] {\displaystyle Y=pX+qE}
- Pós não linear:[11] {\displaystyle Y=G(F(X)+E)}
- Ruído heterocedástico: {\displaystyle Y=F(X)+E.G(X)}
- Ruído funcional:[12] {\displaystyle Y=F(X,E)}

## Abordagens em ciências sociais

### Economia e ciência política
Nas ciências econômicas e na ciência política, a inferência causal é muitas vezes difícil, devido à complexidade do mundo real das realidades econômicas e políticas e à incapacidade de recriar muitos fenômenos de grande escala dentro de experimentos controlados. A inferência causal nas ciências econômicas e políticas continua a ver melhorias na metodologia e no rigor, devido ao aumento do nível de tecnologia disponível para os cientistas sociais, o aumento no número de cientistas sociais e pesquisas e melhorias nas metodologias de inferência causal em todas as ciências sociais.